# Powstanie w Czeczenii (1940–1944)
Powstanie w Czeczenii w latach 1940–1944 (w rosyjskiej historiografii znane również jako powstanie Chasana Israiłowa) – powstanie ludności miejscowej w Czeczeńsko-Inguskiej i Dagestańskiej Autonomicznej Socjalistycznej Republice Radzieckiej przeciwko władzom sowieckim. Wybuchło na początku 1940 r. pod wodzą Chasana Israiłowa, osiągnęło swoje apogeum w 1942 r. podczas niemieckiej inwazji na Kaukaz Północny, a zakończyło się na początku 1944 r. masową koncentracją i deportacją Wajnachów (Czeczenów i Inguszów) z ich ojczystych ziem, połączoną z przymusowym osiedlaniem w wybranych miejscach na całym terytorium ZSRR, w wyniku czego zginęło co najmniej 144 000 cywilów. Jednak rozproszony opór partyzantów w górach utrzymywał się jeszcze przez kilka kolejnych lat.

## Początek
Pod koniec 1939 r., zachęcony radzieckimi porażkami w wojnie z Finlandią, były komunistyczny intelektualista Chasan Israiłow i jego brat Hussein założyli bazę partyzancką w górach południowo-wschodniej Czeczenii, gdzie pracowali nad zorganizowaniem zjednoczonego ruchu partyzanckiego, aby przygotować masowe, skoordynowane zbrojne powstanie przeciwko Sowietom. Na początku lutego 1940 r. rebelianci Israiłowa przejęli kontrolę nad kilkoma aułami w obwodzie szatojskim. Rebeliancki rząd zainstalował się w rodzinnej wiosce Israiłowa, Gałanczoż. Następnie powstańcy pokonali represyjne oddziały NKWD skierowane przeciwko nim, zdobywając na nich nowoczesną broń.
Israiłow wiele razy uzasadniał swoją decyzję o rozpoczęciu zbrojnej walki przeciwko ZSRR:

Zdecydowałem się zostać przywódcą wojny o wyzwolenie własnego narodu. Zbyt dobrze rozumiem, że nie tylko Czeczenii-Inguszetii, ale wszystkim narodom Kaukazu trudno będzie wyzwolić się z ciężkiego jarzma czerwonego imperializmu, ale nasza żarliwa wiara w sprawiedliwość i we wzajemne wspieranie się kochających wolność narodów Kaukazu i całego świata inspirują mnie do tego czynu, w waszych oczach impertynenckiego i bezcelowego, ale w moim przekonaniu jedynego słusznego, historycznego kroku. Dzielni Finowie udowadniają teraz, że Wielkie Imperium Niewolników jest bezsilne wobec małego, ale kochającego wolność narodu. Na Kaukazie znajdzie swoją drugą Finlandię, a za nami pójdą kolejne uciśnione narody

Od dwudziestu lat władze radzieckie walczą z moim ludem, dążąc do zniszczenia ich grupa po grupie: najpierw kułacy, potem mułłowie i „bandyci”, po nich burżuazyjni nacjonaliści. Jestem teraz pewien, że prawdziwym przedmiotem tej wojny jest anihilacja naszego narodu jako całości. Dlatego postanowiłem objąć przywództwo mojego ludu w walce o wyzwolenie

Po inwazji Niemiec na ZSRR w czerwcu 1941 r. bracia Ismaiłowie zwołali 41 kolejnych spotkań w celu rekrutacji lokalnych zwolenników walki z Sowietami pod nazwą „Tymczasowy Ludowy Rząd Rewolucyjny Czeczenii-Inguszetii”, a pod koniec lata tego roku mieli już ponad 5000 partyzantów i co najmniej 25 000 sympatyków zorganizowanych w pięciu okręgach wojskowych obejmujących Grozny, Gudermes i Małgobek. Na niektórych obszarach do 80% mężczyzn było zaangażowanych w powstanie. Wiadomo, że Związek Radziecki stosował naloty dywanowe przeciwko powstańcom, powodując straty przede wszystkim wśród ludności cywilnej. Zmasowane radzieckie naloty bombowe dwukrotnie dotknęły wioski górskie w Czeczenii-Inguszetii wiosną 1942 r., całkowicie niszcząc kilka ałtów i zabijając większość ich mieszkańców, w tym dużą liczbę osób starszych i dzieci.
Do 28 stycznia 1942 r. Israiłow postanowił rozszerzyć powstanie z Czeczenii-Inguszetii na jedenaście dominujących grup etnicznych na Kaukazie, tworząc Specjalną Partię Braci Kaukazu (OKPB), w celu „walki zbrojnej z bolszewickim barbarzyństwem i rosyjskim despotyzmem”. Chasan opracował także kodeks obowiązujący bojowników partyzanckich w celu utrzymania porządku i dyscypliny, który stwierdzał:

Brutalnie mścić się na wrogach za krew naszych rodzimych braci, najlepszych synów Kaukazu; bezlitośnie niszczyć seksotów [tajni agenci], agentów i innych informatorów NKWD; kategorycznie zabraniania się [partyzantom] spędzania nocy w domach lub na wsi bez uprzedniego wystawienia warty

W lutym 1942 r. inny czeczeński były komunista, Majrbiek Szeripow, zorganizował lokalne powstanie w Szatoji i próbował zdobyć Itum-Kale. Jego siły zjednoczyły się z armią Israiłowa, pokładając nadzieję w spodziewanym przybyciu niemieckiego Wehrmachtu. W sąsiednim Dagestanie rebelianci zajęli również miejscowości Nowolakskaja i Dyłym. Powstanie skłoniło wielu czeczeńskich i inguskich żołnierzy Armii Czerwonej do dezercji. Niektóre źródła podają, że całkowita liczba uciekających w góry dezerterów sięgnęła 62 750, przekraczając liczbę żołnierzy piechoty górskiej Armii Czerwonej. W rzeczywistości liczba ta odnosi się do całego Kaukazu Północnego przez cały okres wojny.

## Niemieckie wsparcie
25 sierpnia 1942 r. dziewięciu wyszkolonych przez Niemców sabotażystów z Komando specjalnego Szamil zorganizowanego przez niemiecki wywiad wojskowy, Abwehrę, wylądowało w pobliżu miejscowości Berżki w rejonie Galaszki, gdzie zrekrutowali 13 miejscowych Czeczenów. Później w sierpniu i we wrześniu w różnych innych miejscach zrzucono 40 niemieckich agentów. Wszystkie te grupy otrzymały aktywną pomoc od ok. 100 Czeczenów. Ich misją było zajęcie rafinerii ropy naftowej w Groznym, aby zapobiec jej zniszczeniu przez wycofujących się Sowietów i utrzymywanie jej do przybycia niemieckiej 1 Armii Pancernej. Jednak niemiecka ofensywa utknęła w martwym punkcie po zdobyciu tylko jednego, etnicznie rosyjskiego miasteczka Małgobek w Inguszetii. Niemcy podjęli wysiłki na rzecz skoordynowania działań z Israiłowem, ale jego odmowa zrzeczenia się kontroli nad ruchem rewolucyjnym na rzecz Niemców i nieustanne naleganie na uznanie przez Niemcy niepodległości Czeczenii skłoniły wielu niemieckich polityków i dowódców do uznania Israiłowa za niewiarygodnego, a jego plany za nierealne. Chociaż Niemcy byli w stanie podjąć dalsze tajne operacje w Czeczenii - takie jak sabotaż złóż ropy naftowej w Groznym - próby zawarcia przymierza niemiecko-czeczeńskiego nie powiodły się.
To, że Czeczeni byli w rzeczywistości sprzymierzeni z Niemcami, jest wysoce wątpliwe i zwykle taka teza odrzucana jest przez badaczy jako fałszywa. Powstańcy mieli kontakty z Niemcami, jednakże istniały głębokie różnice ideologiczne między Czeczenami a nazistami (samostanowienie kontra imperializm), jedni nie ufali drugim, a tworzenie przez Niemców jednostek wojskowych złożonych z Kozaków kubańskich rozgniewało Czeczenów (byli to ich odwieczni wrogowie, z którymi wciąż mieli liczne spory o ziemię i inne konflikty). Szeripow podobno dał Ostministerium ostre ostrzeżenie, że „jeśli wyzwolenie Kaukazu oznaczałoby jedynie zamianę jednego kolonizatora na drugiego, Kaukaz uważa, że [teoretyczna walka Czeczenów i innych Kaukazczyków wspólnie z Niemcami] to tylko nowy etap wojny o wyzwolenie narodowe”.

## Deportacja
W 1943 r., gdy Niemcy przeszli do generalnego odwrotu na froncie wschodnim, górscy partyzanci zobaczyli, jak radykalnie zmienia się ich los, gdy wielu byłych buntowników wróciło do Sowietów w zamian za obietnicę amnestii. 6 grudnia 1943 r. niemieckie zaangażowanie w Czeczenii zakończyło się, gdy radziecki kontrwywiad dokonał infiltracji i aresztował wszystkich pozostałych jeszcze na miejscu niemieckich agentów w Czeczenii. Po wycofaniu się Niemców z Kaukazu prawie 500 000 ludzi z Czeczenii-Inguszetii oraz innych republik kaukaskich zostało przymusowo przesiedlonych na Syberię i do Azji Środkowej (głównie do Kazachstanu), co spowodowało dużą liczbę zgonów wśród deportowanych. Wielu z tych, którzy odmówili opuszczenia miejsca zamieszkania, zostało po prostu zamordowanych na miejscu. W górzystych regionach kraju miały miejsce masowe okrucieństwa, takie jak masakra chajbaska.
Do następnego lata Czeczeńsko-Inguska ASRR została rozwiązana; wiele nazw czeczeńskich i inguskich zostało zastąpionych rosyjskimi; meczety i cmentarze zostały zniszczone, a masowa kampania polegająca na spaleniu licznych historycznych tekstów czeczeńskich została prawie ukończona. Na całym Kaukazie Północnym deportowano około 700 000 osób (według Dałchata Edijewa 724 297, z czego większość, bo 479 478, to Czeczeni, wraz z 96 327 Inguszami, 104 146 Kałmukami, 39 407 Bałkarami i 71 869 Karaczajami). Wielu zmarło podczas podróży, a wyjątkowo trudne warunki życia na Syberii, a także w innych regionach, do których deportowano ludzi, zabiły wielu innych.
NKWD, dostarczając perspektywę rosyjską, podaje statystyki 144 704 osób zabitych w latach 1944–1948 (śmiertelność na poziomie 23,5% na wszystkie grupy), choć wielu autorów zachodnich, takich jak Tony Wood, John Dunlop, Moshe Gammer i inni odrzucają to jako rażące niedopowiedzenie. Szacunki dotyczące śmierci samych Czeczenów wahają się od około 170 000 do 200 000, , a więc wahają się od ponad jednej trzeciej do prawie połowy całkowitej populacji Czeczenii zabitej w ciągu zaledwie czterech lat (wskaźniki dla innych kaukaskich grup etnicznych w tym samym czasie wynoszą około 20%). W 2004 r. Parlament Europejski uznał te wydarzenia za ludobójstwo.
Jednak niektóre grupy rebeliantów pozostały w górach po wysiedleniach, kontynuując opór. Grupy powstańcze powstały również w Kazachstanie. Israiłow został zdradzony i zabity przez dwóch swoich ludzi w grudniu 1944 r. Po jego śmierci pozostałymi partyzantami dowodził szejk Qureish Biełchorew, który został schwytany w 1947 r. Władze radzieckie wysłały kilka dywizji wojsk bezpieczeństwa, aby stłumić resztki ruchu partyzanckiego, wypełniając to zadanie dopiero w połowie lat 50.